# Musa Nuri Esfandiari

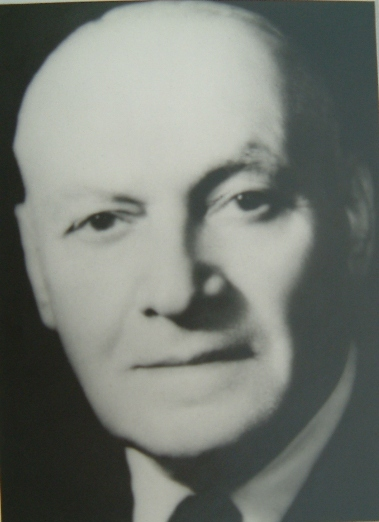
Musa Nuri Esfandiari

Musa Nuri Esfandiari (persisch موسی نوری اسفندیاری‎; * 1896 in Teheran; † 1972) war ein persischer Diplomat.

## Leben
Von 1930 bis 1934 war Mussa Khan Nury-Esfandiary Ersatzdelegierter bei der Opiumkonferenz beim Völkerbund in Genf. 1937 war er Geschäftsträger in Paris. 1938 war er Gesandter in Bagdad.

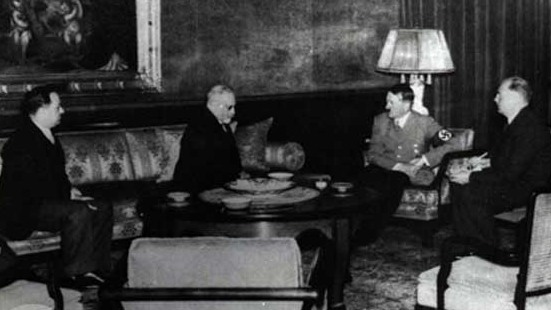
Von links: Musa Nuri Esfandiari, Hassan Esfandiari, Sprecher der Madschles, Adolf Hitler, unbekannter 1937 Von iranischer Seite stattete im Juni 1937 eine Gruppe von Parlamentariern unter Leitung des Parlamentspräsidenten Hassan Nuri Esfandiari Deutschland einen offiziellen Besuch ab und wurde von Hitler, Göring und Schacht empfangen,

Von 1940 bis 10. September 1941 war er Gesandter in Berlin. Persien hatte, vor dem Hintergrund der Aufteilung in eine russische und eine britische Einflusssphäre, die Beziehungen zum Deutschen Reich intensiviert. Zum 17. Februar 1929 bestanden: ein Freundschafts- und Handelsvertrag, ein Zollabkommen sowie ein Visaabkommen. Mit 8 Prozent des Außenhandels 1932 rangierte das Deutsche Reich nach der Sowjetunion, dem Vereinigten Königreich und der Türkei. Politisch motiviert, war das Deutsche Reich 1940 der Hauptaußenhandelspartner des Irans. Nach dem Abbruch der diplomatischen Beziehungen am 10. September 1941 war die Schutzmacht der persischen Interessen im Deutschen Reich die Schweiz.
Von 1942 bis 1944 war er Gesandter in Bagdad. Von 1946 bis 1948 war er Gesandter in Ankara. 1947 herrschte im Iran eine Trockenheit. Die iranische Regierung machte ein Aufstauen des Hilmend in Afghanistan dafür verantwortlich, während die afghanische Regierung dafür natürliche Ursachen behauptete. Nuri Esfandiari war 1948 Außenminister und stimmte am 7. Juli 1948 einer Mediationsrolle der USA in dieser Auseinandersetzung zu.
Von 1949 bis 1952 war er Botschafter in Neu-Delhi.
Von März 1955 bis August 1956 leitete er die Auslandsvertretung in Tokio, wo er im April 1955 vom Ministre plénipotentiaire zum Botschafter ernannt wurde.